# Campo Belo
Campo Belo este un oraș în unitatea federativă Minas Gerais (MG), Brazilia.